# Mikołaj Zyblikiewicz
Mikołaj Zyblikiewicz (28. listopadu 1823 Staremiasto u Sambiru – 16. května 1887 Krakov) byl rakouský politik polské národnosti z Haliče, v 2. polovině 19. století poslanec Říšské rady, starosta Krakova a maršálek (předseda) Haličského zemského sněmu.

## Biografie
Ač se hlásil k polskému národnímu hnutí a polské národnosti, pocházel z měšťanské řeckokatolické rodiny rusínského (ukrajinského původu) z východní Haliče. Gymnázium vychodil v Sambiru, pak studoval na Lvovské univerzitě a od roku 1848 působil jako učitel. Během revolučního roku 1848 byl politicky aktivní. Zásadně vystupoval proti svolání stavovského sněmu v Lvově a místo toto požadoval svolání reprezentativního zemského sněmu. Na podzim 1848 byl jmenován profesorem světových dějin na gymnáziu v Tarnowě. Již v roce 1849 při zavedení německého vyučovacího jazyka na tomto ústavu byl ale propuštěn a zcela opustil státní školství. Profesně se pak věnoval advokacii, když roku 1851 v Krakově na Jagellonské univerzitě získal titul doktora práv. Roku 1855 si v tomto městě otevřel vlastní advokátní kancelář. Upozornil na sebe roku 1857, když při projednávání jedné své kauzy neúspěšně prosazoval, aby závěrečná řeč soudu byla pronesena v polštině.
Po obnovení ústavní vlády se zapojil i do politiky. Od března 1861 byl poslancem Haličského zemského sněmu za velkostatkářskou kurii. Zemský sněm ho roku 1861 delegoval i do Říšské rady (tehdy ještě volené nepřímo) za Halič (kurie velkostatkářská). 11. května 1861 složil slib. K roku 1861 se uvádí jako advokát, bytem v Krakově. Zemský sněm ho do Říšské rady delegoval opět roku 1867 nyní za městskou kurii. 11. prosince 1869 po znovuzvolení opětovně složil slib. Znovu se poslancem Říšské rady stal roku 1870 a 1871. Jeho mandát ovšem byl na základě dlouhodobé absence prohlášen 21. dubna 1873 za zaniklý. Uspěl i v prvních přímých volbách do Říšské rady roku 1873, nyní za městskou kurii, obvod Krakov. Rezignaci na mandát oznámil na schůzi 20. října 1874. V doplňovacích volbách pak místo něj do parlamentu nastoupil Andrzej Rydzowski.
Na haličském sněmu i ve vídeňském parlamentu vystupoval jen zřídka, v podstatných jednacích bodech. Významná byla jeho řeč ve Vídni 26. února 1862, kterou zaregistroval vídeňský tisk. V letech 1863–1864 opakovaně komentoval polské protiruské tzv. lednové povstání, třebaže sám nebyl přímo součástí povstaleckého vedení. Později se zaměřoval na hospodářské otázky. Působil jako stálý zpravodaj haličského rozpočtového výboru. V roce 1880 usedl na post maršálka Haličského zemského sněmu (předseda zemského sněmu a nejvyšší představitel zemské samosprávy, v některých jiných zemích monarchie byl tento úřad nazýván zemským hejtmanem). Prosadil zřízení zemské banky, regulaci řek a další hospodářské změny. Dařilo se mu, i díky svému původu, vyvažovat polské a rusínské zájmy v rámci Haliče. Sám se označoval za „Rusína rodem, původem a vírou, Poláka duchem a citem.“
V roce 1874 se stal starostou Krakova. Za jeho úřadování nastal další rozvoj města, které v roce 1880 navštívil císař František Josef I.